# 西永貴文
西永 貴文（にしなが たかふみ、1978年 - ）は、日本の演出家、脚本家である。石川県生まれ。アンドリーム所属。

## 人物
劇団 猫☆魂 主宰。全作品の脚本・演出を担当、外部への脚本・演出も多数あり。
代表作『アンラッキー・デイズ〜ナツメの妄想〜』が堤幸彦監督に評価され、CX『劇団演技者。』にてドラマ化。
後、青山円形劇場にて西永貴文×堤幸彦のユニットで演劇公演を行う。
テレビ朝日 ドラマ『下北サンデーズ』の脚本・出演、映画『20世紀少年』等に出演している。
つんく♂THEATER、スカンクシアター、トライフル エンターテインメント等、様々な公演で作品を作り出す。
好きな食べ物はみたらし団子、甘栗、りんご飴、ピーナッツ。

## 脚本・演出
- 猫☆魂全作品の作・演出担当。現在まで第14回公演を行う。（第10回公演まで、全て出演）
- 2001 KERA・MAP#001「暗い冒険」出演 (作／演出：ケラリーノ・サンドロヴィッチ)
- 2002 ナイロン100℃#22「ノーアート・ノーライフ」アナザーバージョン 出演 (作：ケラリーノ・サンドロヴィッチ／演出：タイチ)
- ENBUゼミ卒業公演「青十字」出演・演出助手 (作／演出：ケラリーノ・サンドロヴィッチ)
- PLUSTIC PLASTICS 01「世界は笑いでつつまれている」出演 (作／演出：大島怜也)
- 2003 PLUSTIC PLASTICS 03「四月のアラベスク」出演 (作／演出：大島怜也)
- 温泉きのこ「きのこから毛が生えたっていいじゃない」出演 (作／演出：大堀光威)
- 2005 ENBUフェスタ「New Life」作・演出・出演
- ミヤコハンタープロデュース「映像と音楽の祭典2005」作・演出・出演
- 2006 S→←Nプロデュースvol.2「霧薔薇」脚本(演出：鬼頭理三)
- プラスイズムvol.2「EDGESUMMER」脚本(演出：鬼頭理三)
- 「あ、うん」演出助手 (原作：向田邦子／脚色・演出：立川志らく)
- プラスイズムvol.4「Punk Autumn」作・演出
- お台場SHOW-GEKI城 T☆1演劇グランプリ 決勝大会「Happiness!!!」作・演出・出演
- 2008 TWIN-BEATプロデュース「トライフル」脚色・演出（原案TWIN-BEAT）
- ふれあい第2回公演「俺のことはいい、お前は行け！」出演 (作：三瓶卓也／演出：中西広和)
- イベント「ラ・セッテFES.2008」演出
- イベント「祭2008夏」ゲスト出演
- プラスイズム vol.6「MURAISM」作・演出
- 2009 TWIN-BEATプロデュース「アロマ」作・演出
- CORAZOMANIA　LIVE「ネコ騙し図鑑vol.1」作・演出
- ノッポさんの小さな音楽劇「ありがとうグラスホッパー」演出助手
- FRAMEPLOTS vol.1「4の話」脚本協力 (作：内田春菊、佃典彦(B級遊撃隊)、葛木英(メタリック農家／演出：鬼頭理三)
- 2010 つんく♂THEATER第八弾「スターはつらいよ」演出 (脚本：アラケン／原案・プロデューサー：つんく♂)
- 7の椅子「6」演出 (脚本：徳永勝仁)
- トライフルエンターテイメントプロデュース「世界征服の作り方」演出 (脚本：米山和仁)
- ブレイクスルーJAPAN「秘蜜。」作・演出
- 劇団金子第３回公演「喝采に嗤うダリア -煌煌心中箱-」演出 (脚本：金子寛幸(劇団金子))
- 2011 THE RUN&GUN HORROR SHOW『バッカスの宴』脚本・構成（演出：茅野イサム）
- 温泉毒きのこ　馬鹿のヒットパレード2011『おなかポンポンショー～結婚の理想と現実とトマソンと、魅惑の肉汁婦人～』アフタートークゲスト
- 劇団スカンクシアター『秘密。2』作・演出
- トライフルエンターテイメントプロデュース「KEEP OUT!～勝手にアジトにしないでください～」演出 (脚本：小峯裕之)
- 劇団スカンクシアター『秘密。3』作・演出
- ACファクトリープロデュース『リバースヒストリカ』脚色（作：*pnish*／演出：冨田昌則）
- THE RUN&GUN Natale SHOW『バッカスの聖夜』脚本・構成（演出：茅野イサム）
- 2012 SKUNKTHEATER Presents vol.3『全部ウソ。～だって、ダマされる方がわるいんでしょ～』脚色・演出（脚本：藤本昌平）
- トライフルエンターテイメントプロデュース「ハロー,イエスタデイ」演出 (脚本：小峯裕之)
- KU.RO.FU.NE.PROJECT「全ての女に嘘がある〜少女、剪定〜」脚本・演出
- 劇団コラソン 第14回公演「どろんパッ！」原作（脚色／演出：植田朝日）
- 空飛ぶ猫☆魂 #1「自称探偵のサマー・オブ・ラブ」脚本・演出
- SKUNKTHEATER Presents vol.4「PUPPY」脚本・演出
- MT工房「The ghost≠You-Re:i」脚本（演出：富田昌則）
- 舞台「ライン」脚本・演出（原作：古手川ゆあ）
- 2013 たいしゅう小説家×空飛ぶ猫☆魂「サヨナラ誘拐犯のパーフェクト・ストーリー」脚本・演出

## 映画
- 2002 「短編小説」(監督：日置珠子)
- 2007 「アディクトの優劣感」脚本（監督：藍河兼一）
- 2008 「アフタースクール」(監督：内田けんじ)
- 「20世紀少年〜第一章〜」(監督：堤幸彦)

## TV
- 2004 TBS「逃亡者」
- フジテレビ「劇団演技者。『アンラッキー・デイズ〜ナツメの妄想〜』」脚本(全4話)・レギュラー出演　(演出：堤幸彦)
- 2006 テレビ朝日「下北サンデーズ」脚本（第6話）・レギュラー出演 (演出：堤幸彦)
- 2012 MXTV「つんつべ♂」
- 2023　BS松竹東急　「半熟ファミリア」

## CM
- au「パケット割」
- クリスタル
- OCN
- 株式会社アースティック「ひびきの」plus

## DVD
- 西永貴文×堤幸彦「アンラッキー・デイズ」
- ｢アディクトの優劣感」

## その他
- J-WAVE「メトロポリスアカデミー」脚本・出演(「夏！ボディメイク！」、「TOKYO 再開発」) (ラジオ)
- J-WAVE「J-WAVE25 シアターマツモト」脚本・出演(「喪失・蘇生・再会」、「猟奇的な彼女」) (ラジオ)
- ｢河合塾」(ラジオCM)
- ｢ブリヂストン」(ラジオCM)
- ｢味の素」(ラジオCM)
- ｢コカコーラ」(ラジオCM)
- ｢めいほうグループ」(ラジオCM)
- EXILE「HEART OF GOLD」(PV)
- JTB ショートムービーエッセイ「バリ島・波と風とココナッツ食堂と」ナレーション(WEB）